# Родригес, Эдвин (боксёр)
Эдвин Родригес (англ. Edwin Rodriguez; род. 5 мая 1985, Мока) — доминиканский боксёр-профессионал, выступающий во второй средней весовой категории (до 76,2 кг).

## Биография
Эдвин Родригес родился в бедности в Доминиканской республике. Эдвин был четвёртым из шести детей в семье. Он едва знал отца, который уехал в США в поисках лучшей жизни для своей семьи. Когда отец стал зарабатывать достаточно, Эдвин и его семья переехала в Соединенные штаты. Когда Эдвин увлекся боксом, его отцу это не понравилось. Пока не вмешался его первый тренер и не убедил, что его сын может стать кем-то больше, чем просто очередной парень, пришедший в зал.
На любительском ринге Эдвин провёл 93 поединка, в 84 одержал победы, а в 9 потерпел поражения. В 2005 году Родригес выиграл национальный чемпионат в США, в весовой категории до 75 кг. В этом же году он принял участие на чемпионате мира, но потерпел поражение во втором отборочном бою ирландцу, Даррену Сазерленду. В 2006 году завоевал золото на чемпионате «Золотые перчатки». В этом же году выиграл бронзу на чемпионате США.
В 2006 году должен был поехать на панамериканские игры, но у Эдвина в семье возникли серьёзные проблемы. У него родились близнецы, которые родились на четыре месяца раньше положенного срока. Родригес в тяжёлый период остался с семьёй, и не смог принять должного участия на отборочных чемпионатах.

## Профессиональная карьера
На профессиональном ринге Эдвин Родригес дебютировал в январе 2008 года, и нокаутировал своего соперника в первом раунде. Проведя шестнадцать успешных рейтинговых поединков, в ноябре 2010 года, Эдвин нокаутировал в девятом раунде американца Джеймса Макгирта (22-2-1), и завоевал титул чемпиона США по версии WBC(USNBC).
21 октября 2011 года победил по очкам небитого американца, Уила Розинского (14-0)
В 2012 году победил по очкам известного американского боксёра Дона Джорджа (22-1-1), и завоевал титул чемпиона USBA.
В сентябре защитил титул нокаутом в бою с небитым американцем Джейсоном Эскалерой (13-0).

### Турнир за 1 миллион долларов в Монако
В 2013 году принял участие в турнире за 1 млн $, в Монако. В турнире приняли участие четверо боксёров. Одна пара в полутяжёлом весе, одна во втором среднем весе. В своей весовой категории (второго среднего веса), Родригес встретился 30 марта с аргентинским проспектом, Эсекьелем Освальдо Мадерной (19-0). Бой прошёл в вязкой борьбе, с обилием клинчей и нарушений. По итогам десяти раундов, Родригес победил и вышел в финал.
В финальном поединке, который прошёл 13 июля, Эдвин Родригес вышел на бой с полутяжем, Денисом Грачёвым. Бой прошёл в промежуточной весовой категории 171,5 фунтов. С первых же секунд боя, Родригес осыпал Грачёва градом ударов, и за первый раунд трижды отправил россиянина на канвас, и вынудил рефери прекратить поединок. Родригес уверенно победил, и заработал главный приз, 60 % от миллионного гонорара.

### Чемпионский бой с Андре Уордом
16 ноября 2013 года состоялся бой Родригеса с лидером второго среднего веса, американцем, Андре Уордом. Бой проходил в вязкой манере с обилием нарушений со стороны обоих боксёров. В четвёртом раунде рефери даже пришлось снять очки с обоих спортсменов и предупредить их о возможной остановке боя. Уорд владел преимуществом на протяжении всего поединка, попадая своими ударами и заставляя противника промахиваться. По итогам 12 раундов счёт судейских записок составил 118:106, 117:107 и 116:108 в пользу Уорда. Поединок не был титульным, так как Родригес не смог вписаться в рамки весовой категории.